# Eiskeller (Groß-Bieberau)

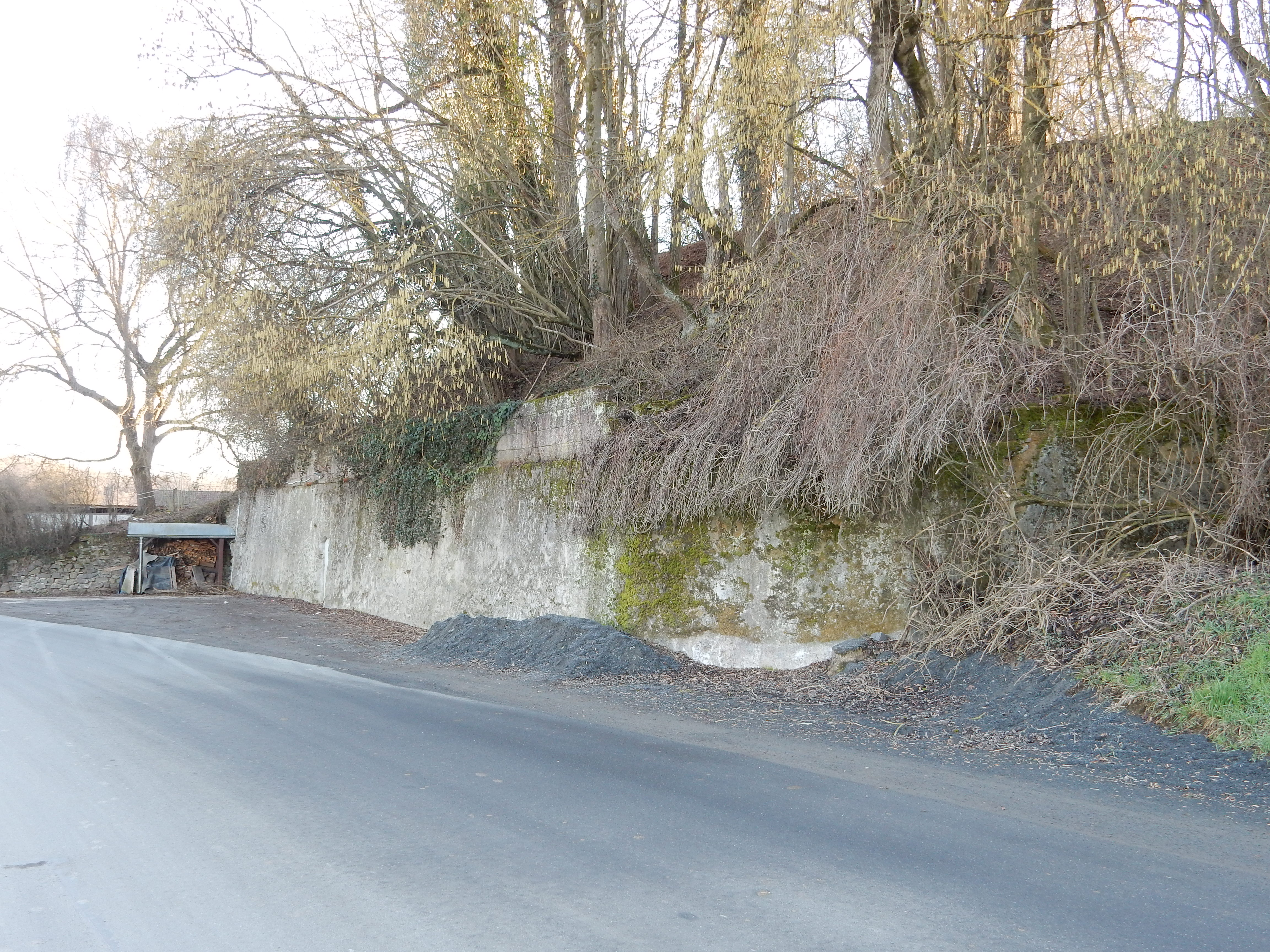
Der Eiskeller oder Felsenkeller in Groß-Bieberau

Der Eiskeller oder Felsenkeller ist ein Kulturdenkmal aus geschichtlichen und künstlerischen Gründen.
Er liegt in Groß-Bieberau am Wersauer Weg gegenüber der Ruthsenmühle.

## Geschichte
Der Brauereibesitzer Georg Schönberger ließ ihn im Jahre 1870 durch italienische Gastarbeiter errichten, die beim Bau der Eisenbahnlinie Darmstadt – Erbach, eines Teils der heutigen Odenwaldbahn, eingesetzt waren.
Er diente zum Lagern des Eises, das die Brauerei Schönberger zum Kühlen des Bieres benötigte. Im Keller herrscht eine konstante Temperatur von 6 °C im Winter und bis 8 °C im Sommer. Das Eis wurde im Winter aus dem nahegelegenen Eisteich geholt. Große Eisblöcke wurden aus dem zugefrorenen Teich herausgeschlagen oder herausgesägt, in Stroh eingepackt und in den Eiskeller transportiert.
In jüngerer Zeit wurde der Keller einige Zeit lang für die Zucht von Champignons genutzt.

## Beschreibung
Der Eiskeller besteht aus zwei parallelen Stollengängen, zwischen denen sich fünf rechteckige Räume befinden. Insgesamt haben diese eine Breite von 44 m. Die Stollen und die einzelnen Kellerräume haben als Decke wuchtige Tonnengewölbe aus Sandstein oder Backsteinmauerwerk, mit einer Höhe von 2,50 m bis 4,20 m. Einer der Stollen mündet in einen Zentralraum mit einer domartigen gemauerten Decke.
Als Baumaterial wurden auch Steine von dem 1845 zusammengestürzten Katzenelnbogischen Schloss verwendet, der alten Burg der Grafen von Katzenelnbogen. Die Wendeltreppe der alten Grafenburg wurde originalgetreu in den Eiskeller für einen zweiten Zugang eingebaut. Diese Wendeltreppe besitzt 64 Stufen und auf der Spindel befinden sich gotische Steinmetzzeichen.
Der Keller mit allen Räumen, Stollen und Zugängen sowie der Treppe sind aus geschichtlichen und künstlerischen Gründen als Kulturdenkmal geschützt.